# مسلمانان بهاری
مسلمانان بهاری یا بیهاری از جمله پیروان اسلام هستند که از نظر زبانی، فرهنگی و تبارشناسی به عنوان بهاری شناخته می‌شوند. آن‌ها از نظر جغرافیای بومی در منطقه‌ای هستند که ایالت بهار هند را شامل می‌شود. اگرچه تجزیه هند بریتانیا در سال ۱۹۴۷، باعث شد جوامع بسیار زیادی از مسلمانان بهاری که در نقاط مختلفی از شبه قاره هند زندگی می‌کردند به‌طور دسته جمعی از بهار به پاکستان شرقی،‌ مهاجرت کند.
مسلمانان بهاری اقلیت قابل توجهی از جامعه‌ی متنوع مهاجران پاکستان را تشکیل می‌دهند. آنها عمدتاً پس از جنگ استقلال بنگلادش در سال ۱۹۷۱ که منجر به جدایی پاکستان شرقی از اتحادیه پاکستان به عنوان کشور مستقل بنگلادش شد، مهاجرت به این کشور را آغاز کردند.
از سال ۱۹۷۱ میلادی، مسلمانان بهاری ساکن بنگلادش به‌طور گسترده به عنوان پاکستانی‌های سرگردان در بنگلادش شناخته می‌شوند که در انتظار بازگشت به پاکستان هستند؛ و به دلیل همکاری با نیروهای پاکستانی غربی در انجام عملیات نسل‌کشی بنگلادش علیه بنگالی‌ها و هندوها در سال ۱۹۷۱ با آزار و اذیت‌های فراوان در این کشور مواجه شده‌اند.
اکثریت مسلمانان بهاری به مذهب سنی اسلام پایبند هستند و پذیرش این دین توسط بهاری‌ها به قرن چهاردهم بازمی‌گردد. زمانی که بازرگانان افغان و مبلغان صوفی یک قرن قبل از فتح امپراتوری مغول به شبه هند رفتند.
اقلیت قابل توجهی از بهاری‌ها نیز وجود دارند که به مذهب شیعه پایبند و متعهد هستند که عمدتاً در پتنه و گوپالپور در ناحیه سیوان ساکن هستند و ریشه مذهبی خود را به مهاجران مسلمان شیعه از اقوام ایرانی دور از لکهنو در همسایگی اوتار پرادش می‌رسانند که در طول قرن ۱۹ به این منطقه آمده اند.

## تاریخ

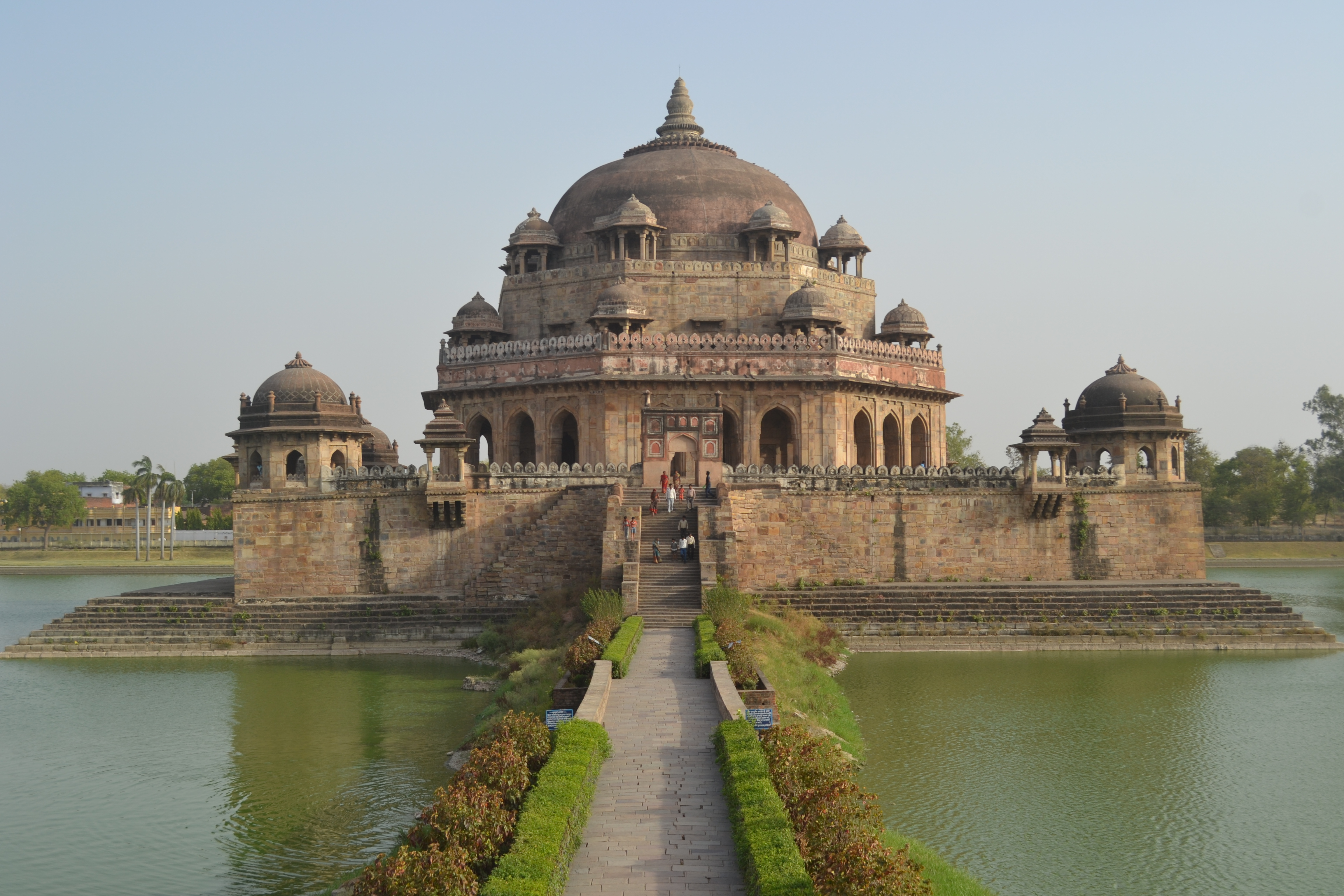
مقبره شیر شاه سوری در ساسارام. وی بنیانگذار امپراتوری سور بود و در بهار از پدر و مادر پاتان متولد شد.

ورود گسترده مسلمانان به بهار در قرن چهاردهم آغاز شد؛ زمانی که بازرگانان افغان و مقدسین صوفی -جنگجو در دشت های بهار جنوبی مستقر شدند و روند استعمار کشاورزی را پیش بردند و در عین حال اسلام را در بین مردم محلی گسترش دادند. مسلمانان در این دوره تنها مهاجران جدید به بهار نبودند. کتیبه های موجود در بهار شریف حکایت از یک جنگجوی صوفی به نام مالک ابراهیم بایو دارد که به بهار آمد و قبیله کول غیر هندو را که مسلمانان محلی را سرکوب می کردند شکست داد. او بسیاری از سران کول را فتح کرد.
برخی از پادشاهان و روسای قرون وسطی مسلمان بهاری بودند. فرماندهی خاراگپور راج در ناحیه مونگر امروزی در اصل توسط راجپوت‌های هندو کنترل می‌شد. در سال ۱۶۱۵ پس از یک شورش نافرجام توسط راجا سانگرام سینگ، پسرش تورال مال تغییر دین داد و نام خود را به رز افزون تغییر داد.
فوجدارهای پورنیا (همچنین به نواب‌های پورنیا معروفند) تحت رهبری سیف خان برای خود قلمروی خودمختار ایجاد کردند و در اوایل دهه ۱۷۰۰ در بخش‌هایی از شرق بیهار حکومت کردند. آنها درگیر جنگی طولانی با پادشاهی همسایه نپال بودند.
بسیاری از مسلمانان بهاری پس از استقلال در سال ۱۹۴۷ به پاکستان و بنگلادش (پاکستان شرقی در آن زمان) مهاجرت کردند.

## جامعه
جامعه مسلمان بهاری به‌طور سنتی توسط کاست و وابستگی‌های قبیله‌ای غیر وارنا تقسیم شده است. مسلمانان از این تمایزات به عنوان بیرادری یاد می کنند و به اندازه تمایز هندوهای برهمنی سفت و سخت نیستند، اما ازدواج‌های مختلط نادر است. نئولوژیزم گروه‌های سیاسی-اجتماعی اشرف کاست های تاریخی حاکم بر طبقات بالا هستند و شامل گروه‌هایی مانند راهیان، سید، شیخ، ملک و میرزا می‌شوند. پاتان‌های بیهار عمدتاً از نوادگان مهاجران پشتون هستند و برخی از نوادگان بومیهار و راجپوت از طبقه عالی محلی که با این گروه قومی مذهبی ازدواج کرده‌اند، آمده‌اند. میرزاها مدعی تبارشان از مغول هستند و عمدتاً در نواحی اطراف دربنگا و مظفرپور یافت می‌شوند. از جمله بزرگترین گروه‌های سیاسی-اجتماعی تحت نوئولوژی گروه‌های به اصطلاح اجلف، انصاری‌ها هستند که ۲۰ درصد از جمعیت مسلمانان بیهار را تشکیل می‌دهند. شغل سنتی آن‌ها بافندگی است.